# Майнхард фон Кранихфелд
Майнхард фон Кранихфелд (на немски: Meinhard von Kranichfeld; * ок. 1200; † 1253 или 23 януари 1254) е епископ на Халберщат (1241 – 1252).

## Произход и духовна кариера
Той е от фамилията на господарите на господството Кранихфелд в Тюрингия, които са близки роднини и са свързани по собственост с Шварцбургите. Двата рода произлизат от рода на графовете фон Кефернбург. Син е на Фолрад фон Кранихфелд († сл. 1191). Чичо е на Фолрад фон Кранихфелд († сл. 1298), епископ на Халберщат (1254 – 1295), син на брат му Фолрад фон Кранихфелд († сл. 1231) и Биа фон Клетенберг.
Майнхард фон Кранихфелд първо е монах в цистерцианския манастир Валкенрид и става пропст на катедралата в Халберщат. Той е помазан за епископ през 1241 г.
През 1244 г. той помага на архиепископа на Магдебург при конфликтите му с маркграфа на Бранденбург и Ото Детето, и с помощта на графовете фон Вернигероде и други обсажда замък Алвенслебен.
Вероятно той е погребан в манастир „Св. Буркарди“ или в манастир „Св. Якоби“. Следващият епископ от 1253 г. е Лудолф фон Шладен II, който обаче е отлъчен, капителът избира на 27 август 1254 г. Фолрад фон Кранихфелд, племенникът на Майнхард фон Кранихфелд.